# EDGE OF TIME
『EDGE OF TIME』（エッジ・オブ・タイム）は1988年4月25日に発売された稲垣潤一8枚目のスタジオ・アルバム。

## 解説
シングル「サザンクロス」「1・2・3」を収録。
LPとカセットテープは9曲だが、CDは「君のためにバラードを（album version）」を収録。

## ボーナス・トラック
2002年再発盤のみ「ひとつの椅子（アナザーミックス）」を追加収録。

## チャート成績
3作目となるオリコンチャート1位を獲得。

## 収録曲
1. 1・2・3
  - 作詞：稲垣潤一　作曲：中崎英也　編曲：岩井真一・TOPICS
2. ひとつの椅子
  - 作詞：秋元康　作曲：MAYUMI　編曲：坂本洋・TOPICS
3. September Kiss
  - 作詞：秋元康　作曲：木戸やすひろ　編曲：木戸やすひろ・TOPICS
  - シングル「1・2・3」のカップリング曲。
4. サザンクロス
  - 作詞：秋元康　作曲・編曲：林哲司
5. 時の岸辺
  - 作詞：秋元康　作曲：岸正之　編曲：塩入俊哉・TOPICS
6. She is a star
  - 作詞：秋元康　作曲：木戸やすひろ　編曲：重実博・TOPICS
7. Money Girl
  - 作詞：冴島穣　作曲：MAYUMI　編曲：坂本洋・TOPICS
8. Oh Darling
  - 作詞・作曲：稲垣潤一　編曲：TOPICS）
  - シングル「サザンクロス」のカップリング曲。
9. Slow Dancin'
  - 作詞：渡辺なつみ　作曲：Osny Melo　編曲：塩入俊哉・TOPICS
10. 君のためにバラードを（album version）
  - 作詞：秋元康　作曲：筒美京平　編曲：志熊研三
  - 全CDに収録
11. ひとつの椅子（アナザーミックス）
  - 作詞：秋元康　作曲：MAYUMI
  - 2002年再発盤のみ収録